# مولاناعبدالعلی محوی اردبیلی
عبدالعلی محوی اردبیلی شاعر قرن ۱۰ هجری .متولداردبیل
وی در اردبیل متولد گردید. دوره‌ای از زندگی خود را در شیراز واصفهان گذراند. جهت کسب تجربه درزندگی به هندوستان مسافرت نمود.درآنجاحاکم آن دیارشد. از هم عصران اومی‌توان به مرشد بروجردی اشاره نمود که از یاران قدیمی هم بودند. احتمالا به سال ۱۰۲۴ قمری در برهان پور درگذشت.
عبدالغنی مولف کتاب میخانه می گوید که محوی در سال ۱۰۲۳ در راه اجمیر با او همراه بوده است و در آن تاریخ ۲۷ سال بیشتر داشته است.به گفته او محوی در راه این بیت را انشا کرد:
| رهی در پیش دارم کاخر عمر است انجامش |  | بهرجا مرگم آسایش دهد منزل کنم نامش |

## منابع

کتاب اردبیل در گذرگاه تاریخ جلد ۳ چاپ دوم ۱۳۷۰